# Shaka toddii
Shaka toddii är en fjärilsart som beskrevs av Holland 1898. Shaka toddii ingår i släktet Shaka och familjen tandspinnare. Inga underarter finns listade i Catalogue of Life.